# David Geffen Hall

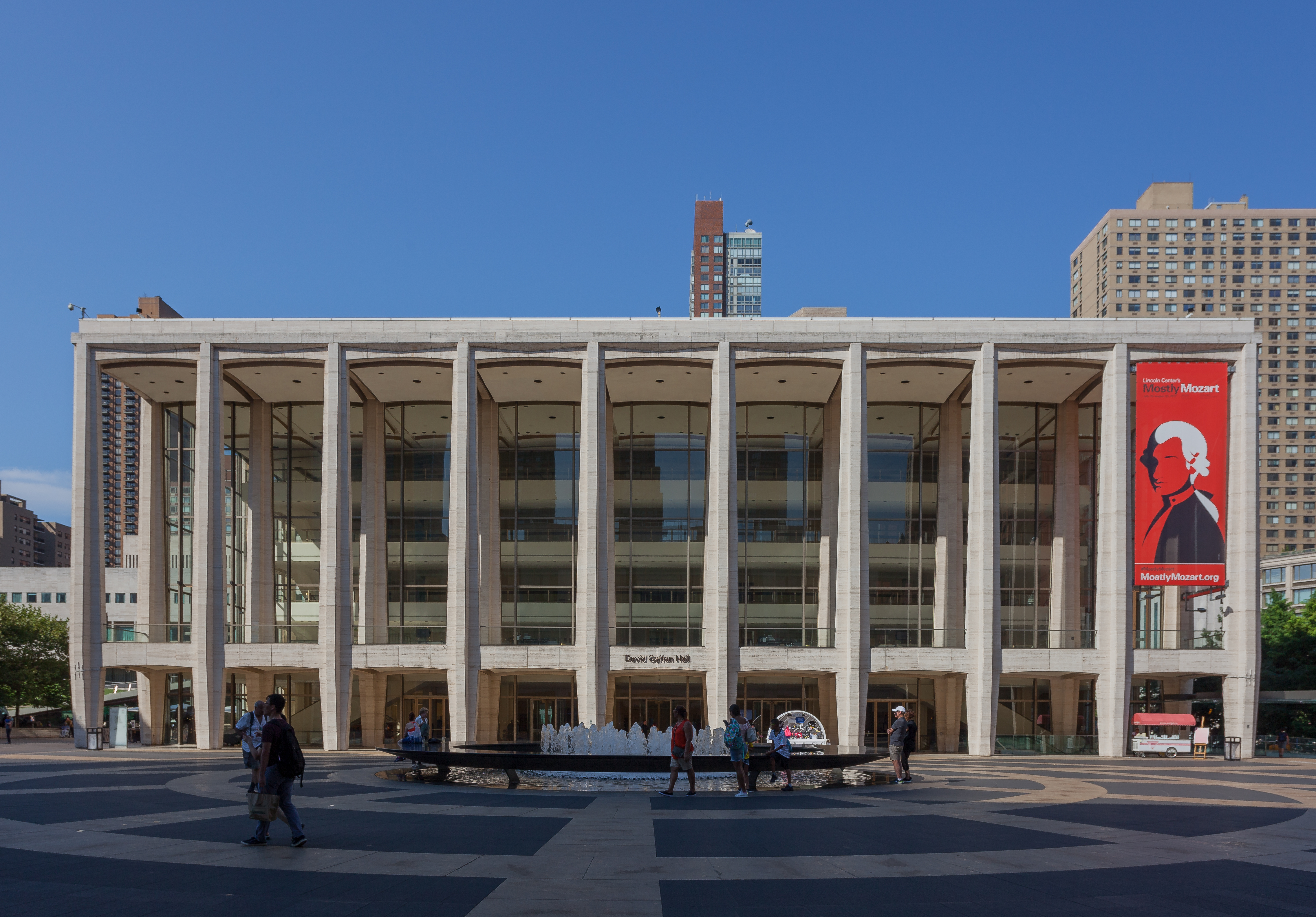
David Geffen Hall

Die David Geffen Hall – bis 2015 Avery Fisher Hall – ist ein berühmtes Konzerthaus in New York.

## Lage
Die David Geffen Hall ist Teil des Lincoln Centers im Stadtteil Upper West Side von Manhattan. Sie liegt an der Nordseite des Lincoln Center Plaza an der Ecke von Columbus Avenue und West 65th Street. Sie ist mit der U-Bahn-Linie 1 zu erreichen (Haltestelle „66th St./Lincoln Center Station“).

## New Yorker Philharmoniker
In der David Geffen Hall spielen die New Yorker Philharmoniker, die früher in der Carnegie Hall auftraten.

## Geschichte
Die David Geffen Hall wurde 1959 bis 1962 von Max Abramovitz erbaut. Die Baukosten betrugen 16 Millionen US-Dollar. Eingeweiht wurde sie am 23. September 1962 und hieß ursprünglich Philharmonic Hall. Zum Dank für eine Schenkung über 10,5 Millionen Dollar von Avery Fisher, dem Gründer von Fisher Radio und damaligen Vorstandsmitglied der Philharmoniker, wurde sie 1973 in Avery Fisher Hall umbenannt. Den gegenwärtigen Namen erhielt das Konzerthaus am 24. September 2015 nach Zahlung einer Spende von 100 Millionen Dollar durch den amerikanischen Film- und Musikproduzenten David Geffen. Für das Entfernen des Namens Avery Fisher erhielten dessen Kinder eine Entschädigung von 15 Millionen Dollar.

## Architektur
Die David Geffen Hall ist ein klassisches Beispiel für den Modernismus der 1960er Jahre. Charakteristisch ist die Fassade aus Travertin, die verglasten Vorhallen und der große, römisch anmutende, zur Plaza gewandte Balkon mit den sich verjüngenden Travertin-Säulen. 
In der Vorhalle schwebt eine monumentale abstrakte goldene Hängekonstruktion des amerikanischen Künstlers Richard Lippold. Das eigentliche Auditorium bietet Platz für 2.742 Zuhörer.

## Akustik
Der führende Akustikdesigner und Professor am MIT Leo L. Beranek wurde mit der Planung der Akustik für den Konzertsaal beauftragt. Er empfahl, den Konzertsaal als rechtwinkligen „Schuhkarton“ ähnlich der legendären Boston Symphony Hall zu bauen. Er sollte Platz für 2.400 Personen bieten. Die New York Harald Tribune startete eine Pressekampagne, die Kapazität des Saals zu vergrößern. Als die Planungen schon weit fortgeschritten waren, gab Baranek widerwillig dem Drängen des Architekten Abramovitz nach. Sie fügten konkave gewölbte Seitenwände hinzu.
Die Eröffnung des Konzertsaals 1962 war „das größte öffentliche akustische Desaster des 20. Jahrhunderts“. Besucher wie Kritiker bemängelten, der Bass sei viel zu hell und zu schwach. Musiker beschwerten sich, sie könnten einander während der Aufführung nicht hören. Weil mehrere Versuche, die Akustik zu verbessern, erfolglos blieben, riss man den Innenraum im Jahr 1976 vollständig ab. Das Architektenduo Philip Johnson und John Burgee erarbeitete daraufhin mit Hilfe des Akustikers Cyril Harris ein völlig neues Raumkonzept. Dem Umbau fiel die Konzertorgel von Aeolian-Skinner zum Opfer, so dass seither in der David Geffen Hall keine Orgelkonzerte mehr aufgeführt werden können. Am 19. Oktober 1976 wurde die David Geffen Hall wiedereröffnet. 

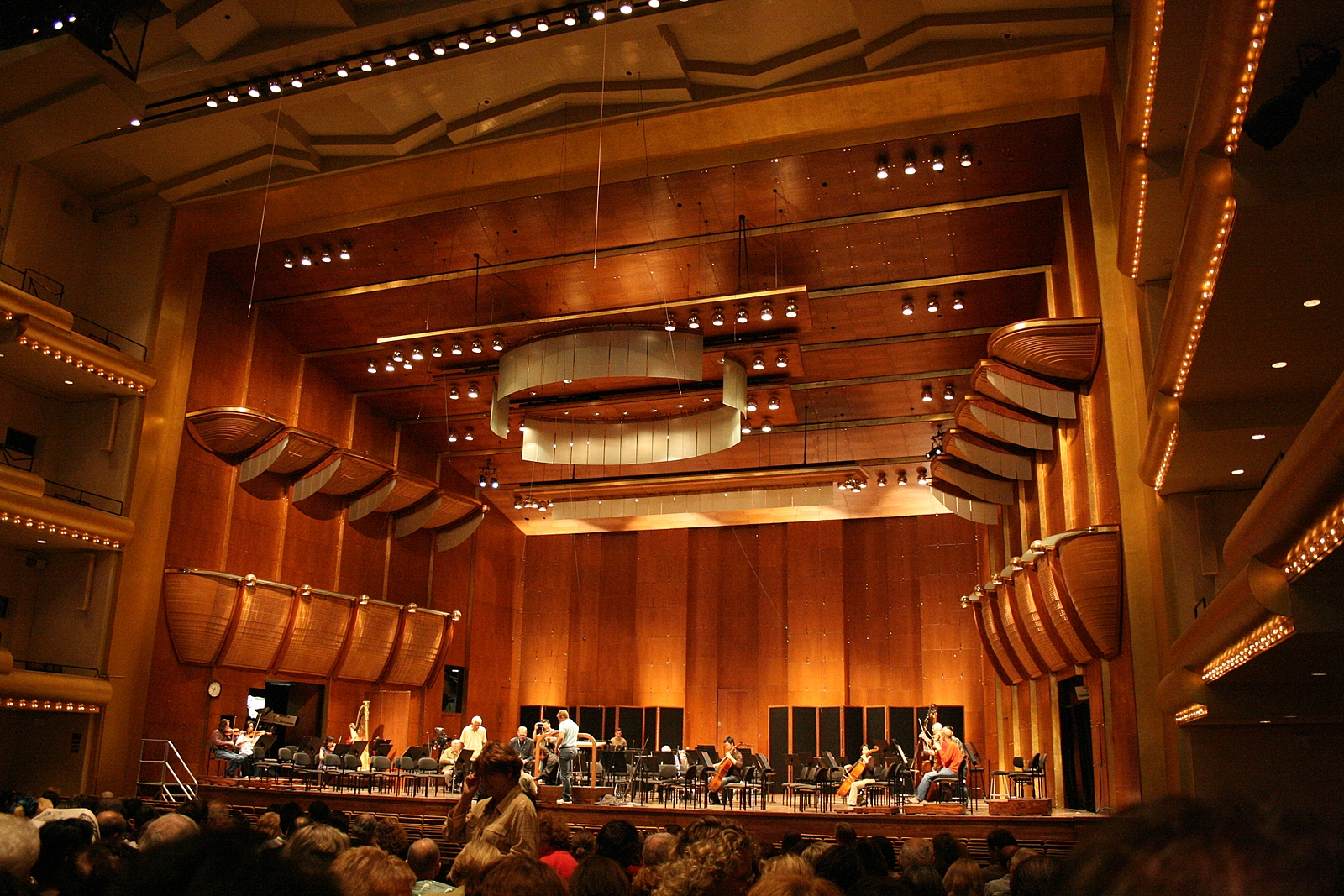
Innenraum (2007)

Die akustischen Probleme hielten jedoch an: Unter Kurt Masurs Leitung wurden 1992 durch den Akustiker Russell Johnson und den Architekten John Burgee große schallreflektierende Holzpaneele an den Seiten des Bühnenraums installiert.

## Renovierung
Schon 2010 sollte der Konzertsaal für voraussichtlich 300 Millionen US-Dollar gründlich renoviert werden, um dessen Akustik zu verbessern. Hinzu kamen weitere Probleme: Viele der Treppen aus Travertin waren gebrochen, Eimer fingen Wasser aus defekten Leitungen auf, die Garderoben waren beengt, die Vorhallen überfüllt und die Klimaanlage zu laut. 2012 wurde ein neuer Renovierungsplan vorgelegt, wie die New York Times berichtete. Die Renovierung war dann für 2017 geplant und sollte voraussichtlich 350 Millionen Dollar kosten. Nach anderen Quellen war erst 2019 mit deren Beginn und Kosten von 500 Millionen Dollar zu rechnen.
Die Pläne für die Renovierung der Halle wurden beschleunigt, nachdem das Lincoln Center im März 2020 aufgrund der COVID-19-Pandemie geschlossen wurde. Deborah Borda, die Präsidentin der New Yorker Philharmoniker, kündigte dann Mitte 2020 an, dass das Lincoln Center aufgrund der pandemiebedingten Absagen von Aufführungen mit den vorläufigen Renovierungsarbeiten an der Halle beginnen werde. Am 3. Oktober 2022 wurde der Hauptkonzertsaal zu Ehren einer 50-Millionen-Dollar-Spende von Joseph Tsai und Clara Wu Tsai in Wu Tsai Theater umbenannt. Die Halle wurde am 8. Oktober 2022 nach einer 550-Millionen-Dollar-Renovierung wiedereröffnet.